# Renedo de Esgueva
Renedo de Esgueva è un comune spagnolo di 1 203 abitanti situato nella comunità autonoma di Castiglia e León.